# تپه دو کلاته خان
تپه دو کلاته خان در شهرستان شاهرود، بخش مرکزی، روستای کلاته خان واقع شده و این اثر در تاریخ ۱۰ دی ۱۳۸۱ با شمارهٔ ثبت ۶۹۴۱ به‌عنوان یکی از آثار ملی ایران به ثبت رسیده است.